# 그란 비아역
그란 비아 역(스페인어: Gran Vía)은 마드리드 지하철의 역이다. 마드리드의 센트로 구의 그란비아와 레드 데 산 루이스 광장에 위치해 있다. 마드리드 지하철 1호선과 5호선이 지나는 환승역이며, 요금구역상으로는 A구역에 속한다.

## 역사
1919년 10월 17일 마드리드 지하철 1호선 첫 구간 (콰트로 카미노스 - 솔) 개통 당시 문을 열었던 8개 역 중 하나로, 당시 역명은 '레드 데 산 루이스' (Red de San Luis)였다. 1년 뒤 1920년에는 아직 그란비아가 번화가를 이룰 시기는 아니었지만 해당 명칭으로 역명을 바꾼다. 프랑코 정권 당시에는 그란비아란 지명이 호세 안토니오 대로로 바뀌면서 지하철역 명칭도 '호세 안토니오 역' (José Antonio)으로 바뀌었다.
1970년 2월 26일에는 마드리드 지하철 5호선의 승강장이 완공되었고 '호세 안토니오'란 역명을 달고 3월 2일에 영업을 개시하였다. 14년 뒤인 1984년부터는 지금의 그란 비아 역으로 역명이 다시 바뀌게 된다.
2016년 7월 3일부터 1호선 도심구간에 해당되는 플라사 데 카스티야-시에라 데 과달루페 구간이 시설정비 공사로 임시 운행중단되면서 영업을 중단하였다. 공사 작업 완료일은 2016년 11월 경이 될 것으로 예측되었고 11월 13일에 모든 작업이 끝나 마지막으로 남아있던 콰트로 카미노스-아토차 렌페 구간이 재개통하면서 이 역도 다시 문을 열었다. 2017년 7월에는 5호선 승강장이 비슷한 이유로 운행을 중단하고 9월에 영업을 재개했다.

## 환승 정보
1호선과 5호선으로 서로 갈아탈 수 있으며, 두 노선 모두 이 역의 앞뒷역이 환승역이다.
역 주변에는 시내버스 정류장이 여섯 곳에 달하며 야간노선은 166번 정류장과 167번 정류장에서도 취급한다.
| 마드리드 지하철             | 마드리드 지하철       | 마드리드 지하철                     |
| --------------------------- | --------------------- | ----------------------------------- |
| 트리부날 피나르 데 차마르틴 | 마드리드 지하철 1호선 | 솔 발데카로스                       |
| 추에카 알라메다 데 오수나   | 마드리드 지하철 5호선 | 카야오 카사 데 캄포푸에르타 델 수르 |